# ビセンテ・マルティーン・イ・ソレル
ビセンテ・マルティン・イ・ソレール（Vicente Martín y Soler, 1754年5月2日 - 1806年1月30日）はバレンシア出身の18世紀の舞台音楽の作曲家。今日ではほとんど無名になっているものの、生前は歌劇やバレエ音楽の作曲家として著名で、とりわけオペラ・ブッファの作曲家として、モーツァルトと並び立つ存在として好意的に評価されてきた。近年になって再評価が進みつつあり、歌劇の上演及び録音が行われるようになった。
ボローニャに留学してジョヴァンニ・バッティスタ・マルティーニ師に音楽を師事。最初のオペラ《騙された先生 Il tutore burlato 》（1775年）は、ジョヴァンニ・パイジエッロの《フラスカーティの女 La frascatana 》（原作はフィリッポ・リヴィーニの戯曲）の改作であった。マルティーン＝イ＝ソレルはその台本をイタリア語からスペイン語に改め、サルスエラ《マドリッドの女、または騙された先生 La Madrileña o el tutor burlado 》として、1778年にマドリッドで初演を行なった。
1777年にナポリを訪れ、最初のバレエ音楽をサン・カルロ劇場のために作曲する。この頃は振付師シャルル・ルピックの協力を得て、以下の4つのバレエ・ダクションを作曲した。
- ラ・グリゼルダ  La Griselda （1779年、アポストロ・ゼーノの台本に由来）
- サビーニ族の女たちの陵辱  I ratti sabini （1780年）
- 麗しのアルセーネ  La bella Arsene （1781年）
- タマシュ・クリ汗  Tamas Kouli-Kan （1781年、ヴィットリオ・アメデオ・チーニャ＝サンティの戯曲に基づく）

また、2つの中間的な性格のバレエ（1778年の《ペルシャの花嫁 La sposa persiana 》と、ボーマルシェの戯曲に基づく1781年の《セビリアの理髪師 Il barbiere di Siviglia 》）も手懸けている。
ナポリでは、宮廷脚本作家のルイージ・セリオの力を得て、2つのオペラ・セリア《イフィジェニア Ifigenia 》（1779年）と《イペルメストラ Ipermestra 》（1780年）を作曲している。
1785年にウィーンに移り、ロレンツォ・ダ・ポンテの台本に作曲して国際的な大成功を収める。特に以下の一連のコミック・オペラが特に有名である。
- 椿事 Una cosa rara （1786年、原作：ルイス・ベレス・デ・ゲバラの戯曲「山上の月 La luna de la sierra 」）
- ぶっきらぼうな善人 Il burbero di buon cuore （1786年、カルロ・ゴルドーニの戯曲）
- ディアナの樹 L'arbore di Diana （1787年）

マルティーン＝イ＝ソレルは、オペラ《椿事》によってワルツをウィーンに取り入れた人物であるとも見なされている。また《椿事》の宴の場面は、モーツァルトが《ドン・ジョヴァンニ》（1787年）の終幕の参考にし、旋律を引用している。さらに、モーツァルトは《ぶっきらぼうな善人》の挿入曲としてアリア「誰が知るでしょう、いとしい人の苦しみを｣（K.582）と「私は行きます、でもどこへ」 （K.583）を1789年に作曲している。
1788年にロシア宮廷に招かれてサンクトペテルブルクに行き、エカチェリーナ2世の台本による《不遇の英雄コスメトヴィチ》（1789年）などのロシア語オペラと、シェイクスピアの『じゃじゃ馬馴らし』に基づく《礼儀正しい気紛れ娘 La capricciosa corretta 》（台本ダ・ポンテ、1795年）や《村祭り La festa del villaggio 》（1798年）などのイタリア語オペラを完成させた。
サンクトペテルブルク在住中に、《見棄てられたディドー Didon abandonée 》（1792年）、《クピドとプシュケー Amour et Psyché 》（1793年、モリエール、コルネイユ、キノー原作）、《タンクレディ Tancrède 》《ポリオルセートの帰還 Le retour de Poliorcète 》（1799年）といった数々の悲劇バレエを作曲した。
1806年、ロシア宮廷作曲家に在職中に急逝した。